# Nimboestrat
El nimboestrat o nimboestratus (del llatí, nimbostratus) és un núvol de pluja format per capes força uniformes. La base es pot trobar a no gaire alçada del terra, però la part superior del nimboestrat pot arribar fins als 7 km. Formen una capa nuvolosa molt estesa que pot tenir la base en el pis mitjà o en el baix. Aquesta capa és amorfa, cobreix tot el cel i és de color gris. Es formen a partir de l'espessiment d'una capa d'altoestrats que baixen la seva base. Molt rarament poden evolucionar a partir d'un estratocúmul. Són els núvols que formen el nucli actiu, amb precipitacions, d'un front fred. Els nimboestrats oculten completament la llum del sol. A diferència dels estratus, els altostratus i els cirroestrats, els nimboestrats sempre creen precipitacions. Estan constituïts per gotes d'aigua (sovint en estat de subfusió), cristalls de glaç i flocs de neu, una barreja de diferents estats de l'aigua en el seu si.
Molt sovint produeixen precipitacions, tant en forma de neu com de pluja, contínues en tots dos casos. Succeeix de vegades amb aquests núvols que la precipitació no arriba a terra. En aquest cas, la base del núvol és molt difusa i en pengen les cortines de precipitació que s'evaporen abans de tocar terra (virga). Són núvols molt lligats als altoestrats, dels quals són una evolució engruixida i situada a menys altura. És el més gruixut dels núvols estratificats. Quan el cel és tot cobert d'aquests núvols, no hi pot haver altres núvols mitjans. Tanmateix, hi ha sovint núvols baixos associats, però molt esquinçats i trencats.